# 米那·薩菲·優素福·卡薩斯貝
米那·薩菲·優素福·卡萨斯贝（羅馬化：Muath Safi Yousef Al-Kasasbeh；1988年5月29日—2015年1月3日），約旦皇家空軍中尉飞行员，2014年12月24日，卡萨斯贝驾驶的F-16战机在叙利亚东北部“伊斯兰国”据有的拉卡周围地域坠落，后被俘虏。2015年1月3日被伊斯兰国處以火刑烧死。伊斯蘭國於同一年2月3日上傳卡萨斯贝被燒死的影片到YouTube網站。
约旦于2015年2月4日处死了曾在2005年安曼爆炸案進行自殺炸彈攻擊，造成60多人死亡的女性死刑犯赛义达·里沙维与另一名被扣押的基地组织成员齊亞德·卡拉夫·卡布利，约旦当局发言人称是为了回应此前约旦飞行员卡萨斯贝之死。

## 早年生活
卡萨斯贝的父母是Issaf Al-Kasasbeh及Safi Yousef Al-Kasasbeh，家中有七名孩子。卡萨斯贝家族是約旦南部一個顯赫的部落家族（Bararsheh tribe）。他一名叔父是約旦軍隊的中將。卡萨斯贝在2009年於約旦的侯賽因國王空軍學院（King Hussein Air College）畢業並曾和韓國空軍進行F-16戰機訓練。他在2012年加入空軍基地，負責駕駛F-16戰機訓練。在被俘虜之前，卡萨斯贝居住在約旦卡拉克一個名為「Ay」的村落。

## 被伊斯蘭國俘虜
2014年12月24日，卡萨斯贝驾驶的F-16战机在叙利亚东北部“伊斯兰国”据有的拉卡周围地域坠落，后被俘虏。2015年1月，伊斯蘭國提議以被囚禁於約旦的女死囚里沙維與卡萨斯贝和另外一名日本人質後藤健二作為交換。約旦政府表示願意進行交換，但要求伊斯兰国先證明卡萨斯贝仍然在生。後藤健二其後被割頸處決，而伊斯兰国在2月3日發表一段長22分鐘的影片，片中顯示困在黑色鐵籠的卡萨斯贝在被淋上汽油後，活活燒死。不少媒體均不願播放卡萨斯贝遭火刑的過程，但福斯新聞在其網站上發佈了影片的全部内容。
約旦政府事後指卡萨斯贝其實早在1月3日被殺害，而不是在影片放出的2月3日，如果事实如此，那么就解釋了伊斯兰国始終沒有交出卡萨斯贝仍在生的證明以交換女死囚雷沙維的原因。

## 各界反應
當時正在美國訪問的約旦國王阿卜杜拉二世在事後立即縮短訪美行程並拍攝了一段聲明斥責伊斯兰国並呼籲國民團結。約旦政府立即宣布所有和伊斯兰国有關的囚犯會在幾個小時內被處決，作為報復。約旦軍方發言人Mamdouh al-Ameri聲言：「卡萨斯贝的血不會白流」並會為他報復。
2015年2月4日，約旦對女死囚里沙維和另一名伊拉克的死囚齐亚德·卡拉夫·卡布利處以絞刑。
2月6日，約旦大幅加強空襲力度，作為針對卡薩斯貝被殺一事的報復行動。約旦國王阿卜杜拉二世誓言將傾盡全力打擊伊斯蘭國。

## 個人生活
卡萨斯贝已婚，妻子是安瓦儿·塔拉瓦奈（Anwar al-Tarawneh）。他是遜尼派教徒。